# Степановка (Подгоренский район)
Степановка — хутор в Подгоренском районе Воронежской области.
Входит в состав Гришевского сельского поселения.

## География
- ул. Колхозная
- ул. Луговая
- ул. Почтовая

## Население
| 2010 |
| ---- |
| 196  |